# Liste des vicomtes de Marsan
Pour les articles homonymes, voir Marsan (homonymie).

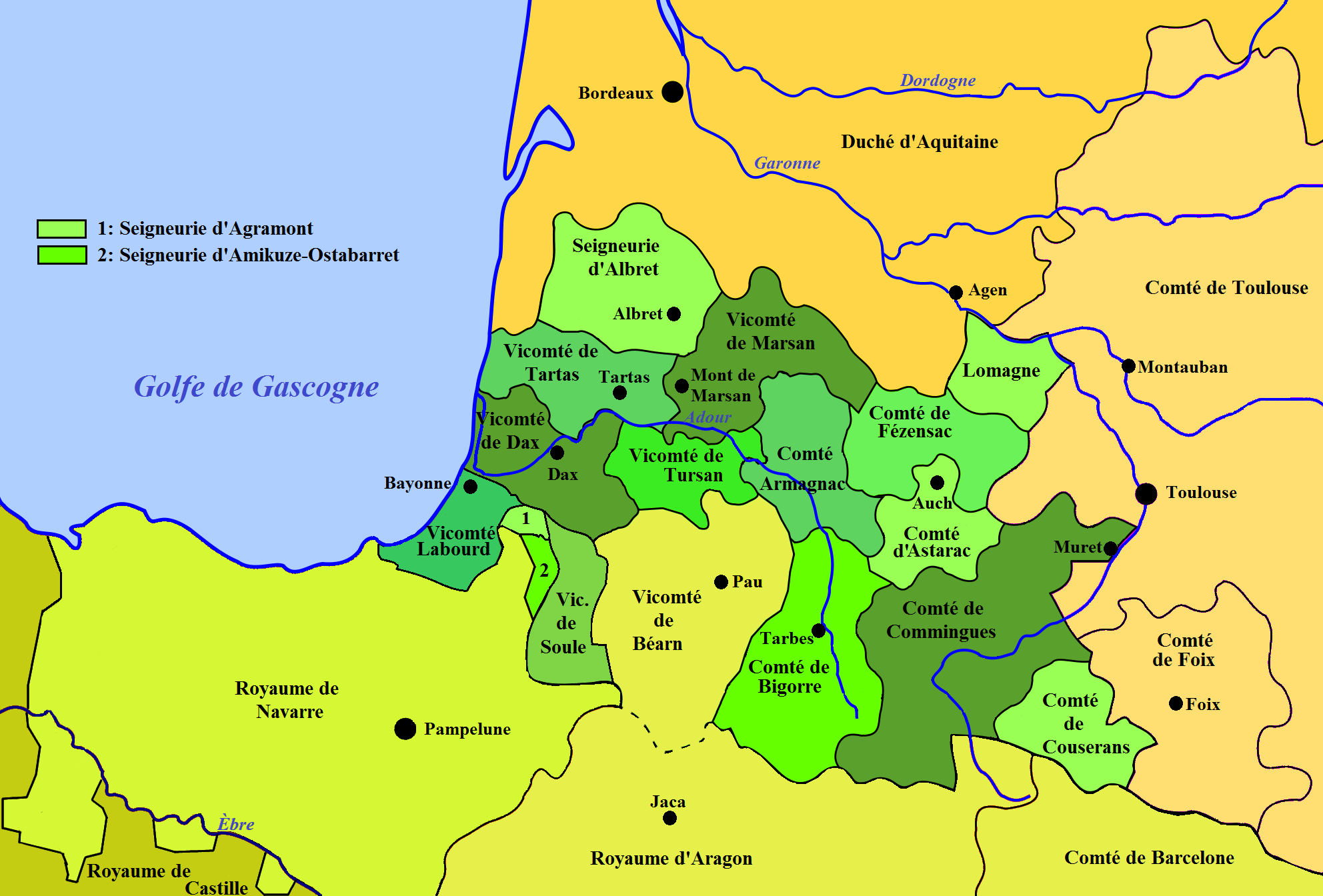
Situation de la vicomté de Marsan dans le duché de Vasconie

Les vicomtes de Marsan constituent une titulature attachée, à partir de la fin du Xe siècle, à la petite vicomté de Marsan en Gascogne, sur le bassin de la Douze et du Midou.

## Origine
L'origine de la première famille de Marsan, localement puissante, fait l'objet de deux hypothèses. La plus connue, mais aussi la plus contestée, date du début du XXe siècle. Elle avance que les premiers vicomtes de Marsan seraient issus de la dynastie des ducs de Gascogne. La vicomté aurait été le fief accordé à Ezi-Sanche, septième enfant de Sanche III Garcia de Gascogne, qui serait ainsi devenu le premier vicomte de Marsan.
Une thèse plus récente s'oriente vers l'idée que le premier vicomte de Marsan serait un gros propriétaire alleutier, sur lequel le duc de Gascogne aurait souhaité s'appuyer à la fin du Xe siècle pour renforcer son contrôle sur la région.
La seigneurie fut dans un premier temps centrée sur le château de Marsan et le château de Foix à Roquefort, avant la fondation de Mont-de-Marsan, qui en devint alors le centre politique et économique.

## Famille de Marsan
La lignée selon la première hypothèse exposée est la suivante :

- Ezi-Sanche de Gascogne, vicomte de Marsan (septième enfant). Epouse X. Deux enfants.

- Leur fils aîné, Aner I vicomte de Marsan, mort en 993. Epouse X. 2 enfants.

- Leur fils aîné, Loup I vicomte de Marsan, mort en 1009. Epouse X. Un fils.

- Leur fils, Guillaume I vicomte de Marsan. Epouse X. Trois enfants.

Deux fils :
1. Raymond co-vicomte de Marsan.
2. Géraud I co-vicomte de Marsan.

- Le fils de Raymond, Aner II, et celui de Géraud, Guillaume II, co-vicomtes du Marsan

- Aner II co-vicomte de Marsan. Epouse X 1 enfant:

- Leur fils, Loup II vicomte de Marsan. Épouse X, 1 enfant:

- Leur fils, Pierre de Marsan, vicomte de Marsan, mort en 1163. épouse Béatrix II comtesse de Bigorre (1128-?) fille de Centulle II comte de Bigorre. (Dynastie de Béarn). Pierre est le fondateur de Mont-de-Marsan. 2 enfants.

- Leur fils aîné, Centulle III comte de Bigorre et vicomte de Marsan (?-1185), épouse en 1155 Mabille, fille de Raymond seigneur de Baux. Un enfant.

- Leur fille, Stéphanie-Béatrix III comtesse de Bigorre et vicomtesse de Marsan (1185-?) épouse Bernard IV, comte de Comminges, mort en 1225. Divorce. Un enfant

## Famille de Comminges
- Leur fille, Pétronille de Comminges (1186-1251), Comtesse de Bigorre, Vicomtesse de Marsan (1225-1251), épouse :
  1. en 1196: Gaston VI Le Jeune, vicomte de Béarn, mort en 1215
  2. en 1215: Nuno Sanchez d’Aragon, comte de Roussillon et de Cerdagne, mort en 1242. Divorce
  3. le 04/11/1218: Guy de Montfort mort en 1220
  4. Aymar de Rançon mort en 1226
  5. en 1228: Boson de Matha, seigneur de Cognac

## Famille de Matha
- Leur fille, Mathe de Matha († 1270/1273), vicomtesse de Marsan, mariée à Gaston VII de Moncade, vicomte de Béarn.

## Famille de Moncade
- Leur fille ainée, Constance de Moncade († 1310), vicomtesse de Marsan, mariée :
  1. le 23 mars 1260 à Alphonse d'Aragon († 26 mars 1260), fils de Jacques Ier le conquérant,  roi d'Aragon, et d'Eléonore de Castille.
  2. le 15 mai 1269 à Henry de Cornouailles (1235 † 1271), fils de Richard de Cornouailles et d'Isabelle Maréchal.
  3. en 1279 avec Aymon II, comte de Genève († 1280).
- Leur fille cadette, Marguerite de Moncade († 1319), vicomtesse de Béarn et de Marsan, mariée en 1252 à Roger Bernard III, comte de Foix.

(...)

## Maison de Foix-Grailly
- Archambaud de Grailly (mort en 1411), captal de Buch en 1376, épouse Isabelle de Foix en 1380. Ce mariage lui apporta en dot le comté de Foix, celui de Castelbon, la Bigorre, le Marsan et le Béarn.

Dès lors la vicomté suivit les dynasties successives qui se succédèrent dans sa possession jusqu'aux Bourbons.
- Comtes de Foix : les descendants d'Archambaud abandonnèrent le nom de Grailly pour le titre de comtes de Foix (mais furent appelés en Pays de Buch les "Foix-Grailly").
- Rois de Navarre : en 1479, les comtes de Foix prennent le titre de rois de Navarre.
- Maison d'Albret : la vicomté de Marsan, avec les biens des Foix, passe à la Maison d'Albret.
- Maison de Bourbon : les biens de la Maison d'Albret passent par mariage à la Maison de Bourbon en la personne de Henri de Bourbon, roi de Navarre.

## Maison de France
En 1589, Henri de Bourbon accède au trône de France sous le nom de Henri IV.
En 1607, il réunit à la Couronne la vicomté de Marsan avec le comté d'Armagnac.

## Maison de Lorraine

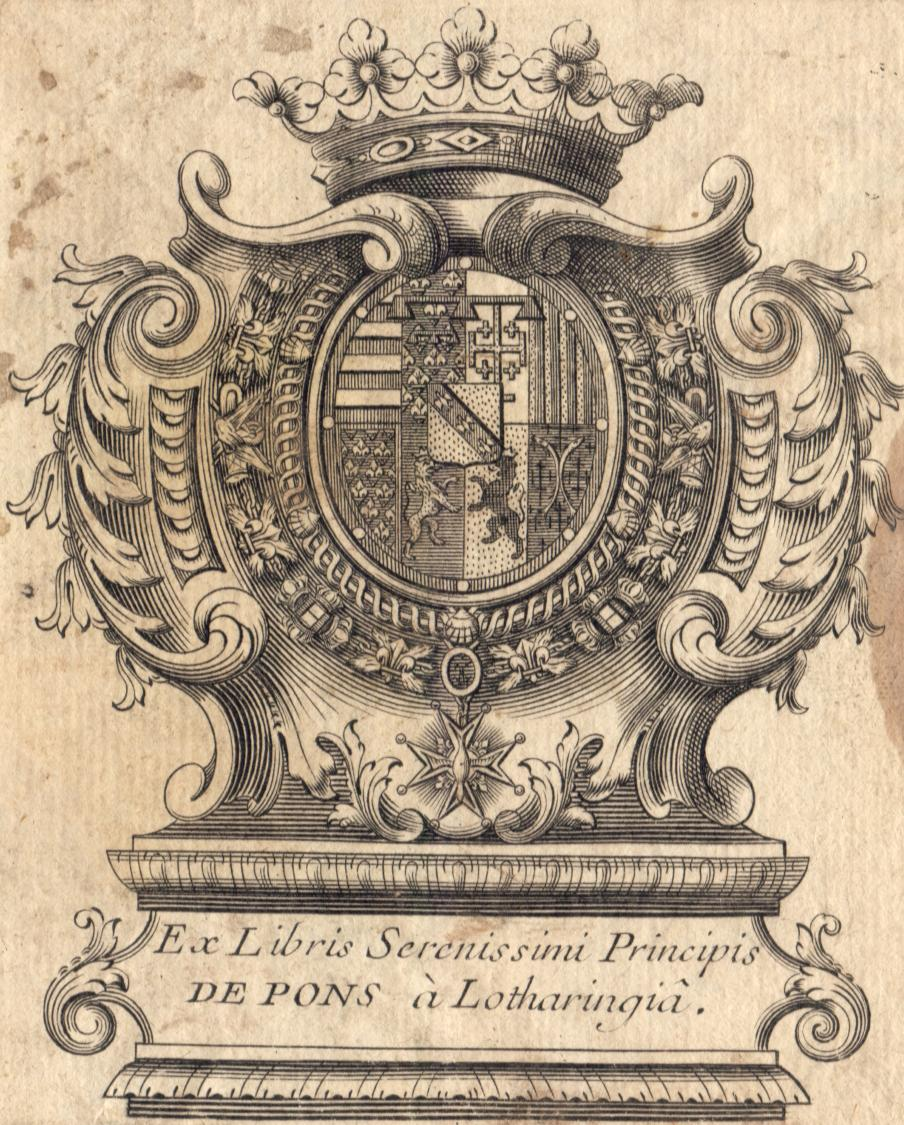
Ex-libris aux armes de Charles-Louis prince de Pons

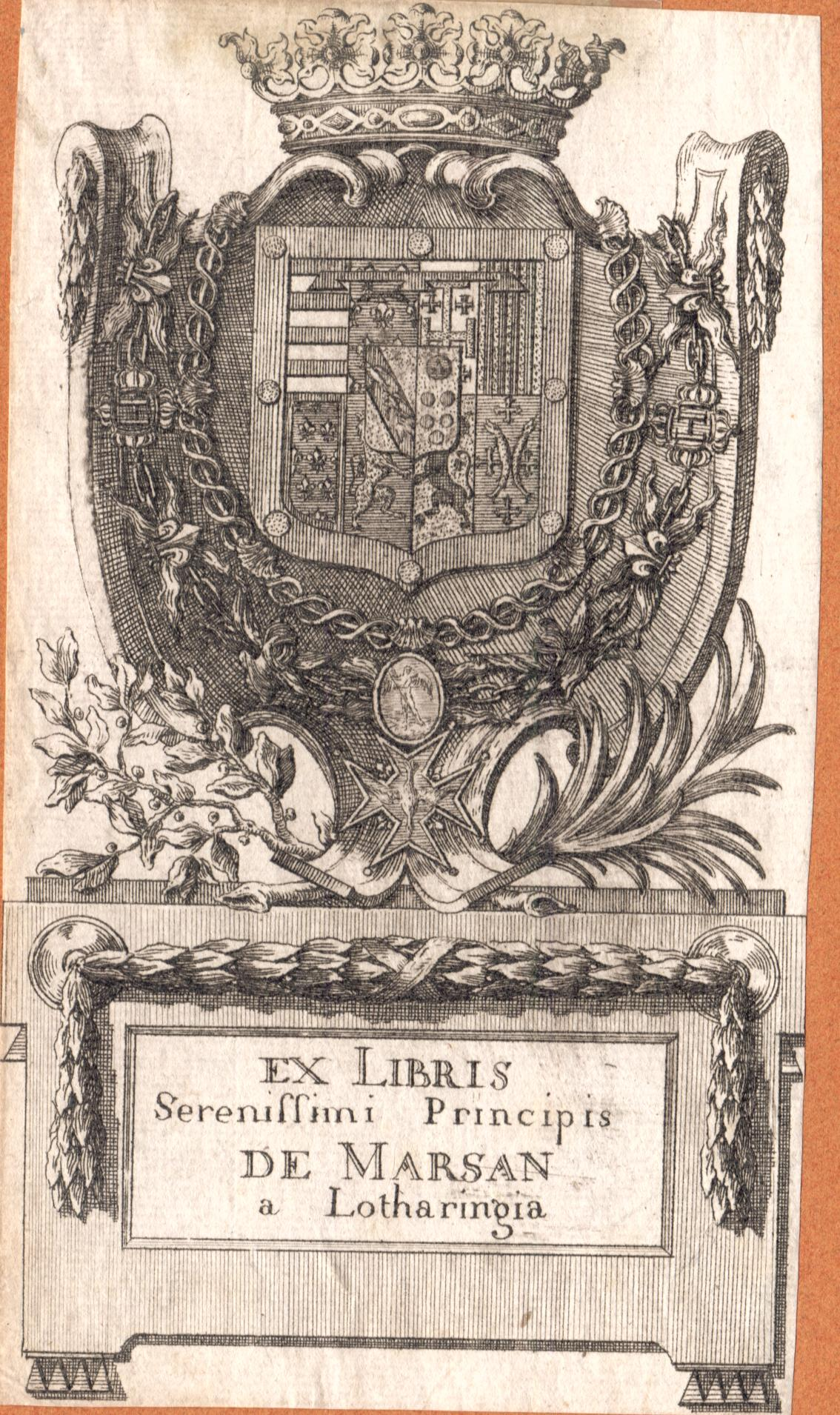
Ex-libris aux armes de Camille prince de Marsan

Louis XIV donne l'Armagnac avec Marsan à son Grand écuyer Henri de Lorraine, comte d'Harcourt (branche de la Maison de Guise), en 1646. 
- Henri de Lorraine, comte d'Harcourt (1601-1666, 5e fils de Charles, Ier duc d'Elbeuf), comte d'Armagnac, comte d'Harcourt, comte de Charny, seigneur puis comte de Brionne, vicomte de Marsan, seigneur puis vicomte de Pagny, épouse en 1639 Marguerite (1622-1674) fille de Charles de Cambout, marquis de Coislin.

Marsan est alors transmis aux cadets de la Maison de Guise, branche des comtes d'Armagnac.
- Charles de Lorraine, comte de Marsan, fils du précédent (1648-1708), vicomte de Marsan, seigneur de Pons et prince de Mortagne (Mortagne-sur-Gironde). Épouse en 1696 Catherine (1662-1699) fille d'Henri Goyon de Matignon, comte de Thorigny ayant eu comme enfant Jacques Henri de Lorraine.

- Charles Louis de Lorraine, comte de Marsan, dit le prince de Pons, fils du précédent (1696-1755), vicomte puis comte de Marsan et prince de Mortagne et seigneur de Pons, épouse le 01/03/1714 Elisabeth (1696-1752) fille d'Antoine Gaston de Roquelaure.

- Gaston de Lorraine, comte de Marsan, dit le comte de Marsan, fils du précédent (1721-1753), a le titre mais pas la seigneurie de Marsan du vivant de son père. Comme il meurt avant ce dernier, il n'est jamais propriétaire de Marsan.

- Camille Louis, dit le prince Camille, puis le prince de Marsan, frère du précédent (1725-1780), comte de Marsan, prince de Puyguilhem, comte de Pontgibault[2], épouse en 1759 Rosalie fille de Louis-Jules Mancini-Mazarini, duc de Nevers, née en 1742. Camille de Lorraine vécut notamment à l'hôtel de Boisgelin, en 1778.